# Joy à Hong-Kong
Pour les articles homonymes, voir Joy.
Joy à Hong-Kong est un téléfilm érotique français de Leo Daniel diffusé en 1992 sur M6.

## Fiche technique
- Titre : Joy à Hong-Kong
- Réalisation : Leo Daniel
- Scénario : Joy Laurey
- Musique : Alain Wisniak (crédité comme Steve Liquor)
- Pays de production :  France
- Année : 1992
- Format : couleurs
- Durée : 1 h 29
- Date de première diffusion :
  - France : 18 octobre 1992 sur M6

## Distribution
- Zara Whites : Joy
- Sidney Penwell : Alain
- Roberto Malone : Marc
- Olivia Grey : Joan